# Медичи, Карло (аббат)
Карло Медичи (итал. Carlo di Cosimo de' Medici; 1428 или 1430 — 29 мая 1492) — флорентийский церковный деятель.
Происходил из влиятельной семьи Медичи. Родился в 1430 году, по другим сведениям — в 1428 году. Был внебрачным сыном Козимо Медичи и черкешенки Маддалены, которую Козимо Медичи купил у работорговцев на рынке в Венеции. В детстве отец определил для Карло церковную карьеру. Это обусловило его воспитание и обучение. В 1450 году Карло Медичи стал каноником архиепископии и одновременно настоятелем церквей Санта-Мария в Муджелло и Сан-Донато в Каленцано.
Впоследствии он стал аббатом монастыря Сан-Сальваторе в Ваяно, будучи одновременно назначен главным сборщиком налогов для папы римского в Тоскане, а вскоре и нунцием. В 1460 году стал протоиереем Прато. В 1463 году папа римский Пий II назначает Карло Медичи апостольским протонотарием. Дальнейшая карьера его не известна.
Он умер во Флоренции 29 мая 1492 года.